# 207 ق م
207 ق م أو 207 قبل الميلاد هي سنة من العقد 20 ق م في التقويم اليولياني البروليبتي (التقويم الميلادي). تسبقها سنة 208 ق م وتليها سنة 206 ق م.

## أحداث
- معركة جرومنتيوم - الجنرال الروماني غايوس كلاوديوس نيرون يخوض معركة غير حاسمة مع الجنرال القرطاجي حنبعل في جرومنتوم. ويعجز نيرون على التصدي لتقدم حنبعل في اتجاه كانوسيوم. غير أنه يحرك قوات النخبة في جيشه بسرعة إلى الشمال على مسافة مائة كيلومتر، لتعزيز جيش ماركوس ليفيوس ساليناتور.
- الجنرال الروماني غايوس كلاوديوس نيرون يخوض معركة غير حاسمة مع الجنرال القرطاجي حنبعل في غرومنتوم. ويعجز نيرون على التصدي لتقدم حنبعل في اتجاه كانوسيوم. غير أنه يحرك قوات النخبة في جيشه بسرعة إلى الشمال على مسافة مائة كيلومتر، لتعزيز جيش ماركوس ليفيوس ساليناتور.
- معركة ميتوريوس - معركة ميتوريوس قرب نهر ميتاوروس في أومبريا، وهي معركة فاصلة خلال الحرب البونيقية الثانية بين روما وقرطاج. وكان القرطاجيون بقيادة صدربعل برقا والرومان بقيادة القنصل ماركوس ليفيوس ساليناتور وغايوس كلاوديوس نيرون. ويتلقى القرطاجيون خسارة ويُقتل صدربعل برقا في المعركة. وتنهي تلك الخسارة الكبيرة أحلام حنبعل في السيطرة على إيطاليا.

### اليونان
- الرابطة الآخية بقيادة فيلوبويمين تدخل في تسليحها الدروع المقدونية الثقيلة وتكتيك التشكيلات السلامية. وتهزم إسبارطة بقيادة الحاكم والجنرال ماخانيداس في معركة مانتينيا. ويُقتل ماخنيداس أثناء المعركة على يد فيلوبويمين.
- نابيس – الذي كان سوريا بيع كعبد – يصعد إلى السلطة في إسبارطة ويصبح الوصي على عرش الملك الصغير بيلوبس، بعد موت ماخانيداس. ولاحقا يعزل نابيس بيلوبس، ويعلن نفسه خليفة للملك الإسبارطي ديماراتوس. ويبدأ نابيس ثورة اجتماعية ويحرر الهيلوتس وهم طبقة العبيد في إسبارطة، ويهدم طبقة الأقلية الحاكمة، ويعيد توزيع الأراضي ويلغي الديون.

### فيتنام
- انتهاء حكم أسرة تريو بموت الملك أن دونغ فونغ، وبداية حكم مملكة نام فيت.

### الصين
- اغتيال الإمبراطور تشين إر شي من أسرة تشين، على يد مخصيه ومستشاره الإمبراطوري تشاو غاو، ويحل محله ابن أخيه زي يينغ والذي يغتال تشاو غاو.

## مواليد
- الإمبراطور كايكا

## وفيات
- صدربعل برقة - جنرال قرطاجي حاول بلا جدوى الحفاظ على السيطرة العسكرية للقرطاجيين على شبه جزيرة أيبريا في مواجهة الهجمات الرومانية (ولد عام 245 ق م).
- تشين إير شي الإمبراطور الثاني لأسرة تشين الصينية (اغتيل) (ولد عام 229).
- أن دونغ فونغ – ملك فيتنام منذ عام 257 ق م.
- كريسيبوس – فيلسوف يوناني من سولوي وكان المنظر الأساسي للفلسفة الرواقية (ولد عام 280 ق م).
- ماخانيداس – جنرال إسبارطي وحاكما، قُتل في معركة مانتينيا.
- سيموكا – ملك هندي منذ عام 230 ق م، ومؤسس أسرة ساتافاهانا (ولد عام 230 ق م).
- تشاو غاو – رئيس الخدم في بلاط أباطرة أسرة تشين التي حكمت الصين (اغتيل).

## كتب
- Yves Denis Papin (1998). Chronologie de l'histoire ancienne. Lieu de publication non identifié: Éditions Jean-paul Gisserot. ISBN:2-87747-346-5. OCLC:40746926. مؤرشف من الأصل في 2022-03-16.
- أحمد محمد عوف (2000)، موسوعة حضارة العالم، QID:Q12246226

## وصلات خارجية
- صفحة السنة على موقع onthisday.com
- سنة 207 ق م على موقع المكتبة الوطنية الفرنسية